# 未来へ… (BLACK BABEの曲)
「未来へ…」（みらいへ）は、BLACK BABEの2作目のシングル。2010年6月30日にTOP RUN Xからリリースされた（販売元はユニバーサルミュージック）。

## 概要
- 「未来へ…」は、プロ野球・埼玉西武ライオンズのイメージソングとして使用されている。

## 収録曲
1. 未来へ… [4:07]
作詞:溝口勝文・小倉裕子、作曲:小倉裕子・溝口勝文、編曲:トーマス・サワダ
2. ザ・サイン [4:06]
作詞:THOMAS・Gitane・ALLEN・YUMI、日本語歌詞:TSUNTA、作曲:南佳孝、編曲:トーマス・サワダ
3. 啾啾歌 [4:29]
作詞・作曲:TSUNTA、編曲:トーマス・サワダ
4. Golden Lion [4:35]
作詞・作曲:溝口勝文、編曲:BLACK BABE・トーマス・サワダ
5. 未来へ…（Instrumental）